# Madelein Meppelink
Madelein Meppelink, née le 29 novembre 1989 à Rhenen (Pays-Bas), est une joueuse de beach-volley néerlandaise, professionnelle depuis 2007.

## Carrière

### Les débuts
Madelein Meppelink commence sa carrière professionnelle en beach-volley en 2007, terminant 17e des Championnats d'Europe Junior avec sa compatriote Linda Haandrikman.
Elle s'associe sans grand succès avec ses compatriotes Margo Wiltens (2007-2009) et Marloes Wesselink (2009-2011).

### Les premiers succès
Avec sa nouvelle partenaire Sophie van Gestel à partir d’août 2011, elle remporte notamment le Grand Chelem argentin de Corrientes en mai 2013.

### La reconnaissance européenne
Elle s'associe avec Marleen van Iersel à partir du début d'année 2014 et remporte notamment les Championnats d'Europe de beach-volley en 2014.
Depuis ce sacre européen, le duo n'a remporté aucun titre sur le FIVB Beach Volley World Tour. Elles ont cependant terminé à la seconde place lors des Grands Chelem de Moscou et d'Olsztyn en 2015.

## Palmarès

### Jeux olympiques d'été
- Néant

### Championnats du Monde
- Néant

### Championnats d'Europe
- Médaille d'or en 2018 aux Pays-Bas avec Sanne Keizer
- Médaille d'or en 2014 à Cagliari (Italie) avec Marleen van Iersel